# جويد (لغة برمجة)
الجويد هي لغة برمجة تعليمية تم تطويرها في عام 2012 تقريبًا، بواسطة يان كارون، طالب علم الحاسوب في المعهد الوطني للفنون والحرف في باريس.

## مميزات
الجويد هي لغة تعليمية تتيح للطالب استخدام نماذج مختلفة:
- برمجة أمرية
- برمجة إجرائية
- برمجة وظيفية
- استدعاء ذاتي
- برمجة كائنية التوجه (وراثة متعددة)
- برمجة جانبية المنحى

إنه يقود إلى البرمجة بلغة الصناعة القياسية (مثل سي وجافا وسي++) وبناءها أقرب ما يمكن من صيغها الخاصة. ينفذ التعابير القوية مثل بروتوكول الكائنات الوصفية (من بايثون) والشلال (من سمول توك).
للقيام بذلك، فإن المبادئ الأساسية للجويد هي:
- الدالة هي تعبير.
- الكائن هو تعبير.
- التعبير هو كائن.
- لذا فالوظيفة هي دالة وظيفية والكائن هو كائن وصفي.[1]

## روابط خارجية
- موقع الجويد